# Wilhelm Wunderwald

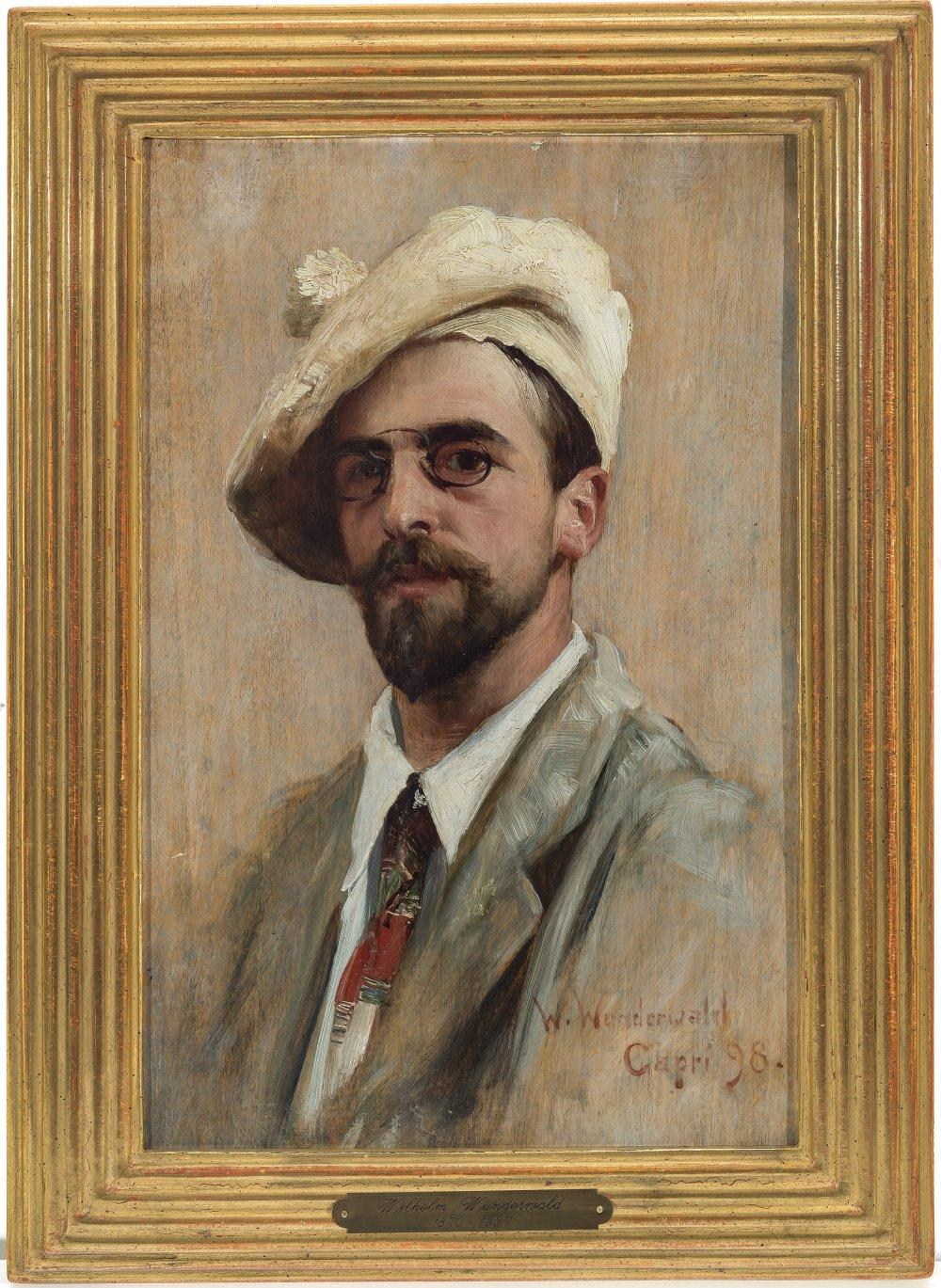
Selbstporträt auf Capri, 1898

Wilhelm „Willy“ Wunderwald (* 28. Juli 1870 in Düsseldorf; † 20. Juli 1937 ebenda) war ein deutscher Landschafts-, Figuren- und Stilllebenmaler der Düsseldorfer Schule. Er betätigte sich auch als Illustrator und kunstgewerblich.

## Leben
Wilhelm Wunderwald war ein Sohn des Düsseldorfer Fahnenmalers und Fahnenfabrikanten Alex Wunderwald. Er wuchs in einer künstlerisch und kunstgewerblich interessierten Familie auf. Seine Schwester war die Malerin, Illustratorin und Gestalterin Ilna Ewers-Wunderwald, sein Cousin der Maler Gustav Wunderwald.
Von 1884 bis 1891 studierte er Malerei an der Kunstakademie Düsseldorf. Dort war er Schüler von Heinrich Lauenstein, Hugo Crola, Adolf Schill und Peter Janssen dem Älteren. Eine Weile studierte er auch in Weimar. Er ließ sich in Düsseldorf nieder. Außer als Maler wirkte er als Illustrator und war kunstgewerblich tätig, indem er Schachfiguren entwarf.
Wunderwald beschickte 1897 die internationale Kunst-Ausstellung Berlin. 1909 und 1920 war er auf der Großen Kunstausstellung Düsseldorf vertreten.
1896 war er Zeuge in einem Aufsehen erregenden Duell- und Ehrenbeleidigungsprozess, den der Düsseldorfer Divisionskommandeur Richard von Funck durch eine Klage gegen sechs Personen angestrengt hatte. Zugrunde lag eine Affäre um einen mutmaßlich von ihm hergestellten „Tausendmark-Schein“, mit dem sein Freund Hanns Heinz Ewers, der spätere Ehemann seiner Schwester Ilna, als Medium die Telekinese eines echten Tausendmark-Scheins in einer spiritistischen Sitzung der 1895 von Leon von Erhardt in Düsseldorf gegründeten Psychologischen Gesellschaft vorspiegeln wollte.